# Wawrzyniec Dolata
Wawrzyniec Dolata (ur. 18 lipca 1894 w Parzęczewie, zm. 14 października 1973 w Puszczykówku) – żołnierz armii niemieckiej, Armii Polskiej we Francji, podoficer Wojska Polskiego w II Rzeczypospolitej, kawaler Orderu Virtuti Militari.

## Życiorys
Urodził się w rodzinie Wawrzyńca i Marii z Paszkowskich. W 1914 wcielony do armii niemieckiej i w jej szeregach walczył na froncie zachodnim I wojny światowej. W bitwie pod Verdun dostał się do francuskiej niewoli.
W 1918 wstąpił do Błękitnej Armii gen. Józefa Hallera. W maju powrócił do Polski i walczył na froncie ukraińskim w składzie kompanii ciężkich karabinów maszynowych 48 pułku piechoty Strzelców Kresowych. Na początku 1920 brał udział  w rewindykacji Pomorza. W wojnie polsko bolszewickiej podczas nocnego ataku na wieś Pańki, widząc, że 9/48 pp wskutek braku amunicji i atakującego nieprzyjaciela zaczyna się chwiać, samorzutnie zmienia stanowisko km, gdyż był przydzielony 11/48 pp i ogniem powstrzymał natarcie nieprzyjaciela, dając możność 9/48 pp uzupełnić amunicję, ruszyć do kontrataku celem zajęcia wsi Panki. Za bohaterstwo w walce odznaczony został Krzyżem Srebrnym Orderu Virtuti Militari.
Po zakończeniu działań wojennych został zdemobilizowany i podjął pracę w majątku Potworowskich w Parzęczewie na stanowisku leśniczego. W okresie okupacji niemieckiej pracował w leśniczówce w Kotuszu. Po wojnie wrócił na stanowisko leśniczego. W 1960 przeszedł  na emeryturę i zamieszkał u swych córek w Puszczykówku. Tam też zmarł i został pochowany.
Żonaty z Kazimierą z Witajewskich, dzieci: Zygmunt, Henryk, Wacław, Tadeusz, Mieczysława i Stefania.

## Ordery i odznaczenia
- Krzyż Srebrny Orderu Virtuti Militari (nr 2263)